# Halowe Mistrzostwa Europy w Lekkoatletyce 1987 – bieg na 800 m kobiet
Bieg na 800 metrów kobiet – jedna z konkurencji biegowych rozgrywanych podczas halowych lekkoatletycznych mistrzostw Europy w  hali Stade couvert régional w Liévin. Eliminacje zostały rozegrane 21 lutego, a bieg finałowy 22 lutego 1987. Zwyciężyła reprezentantka Niemieckiej Republiki Demokratycznej Christine Wachtel. Tytułu zdobytego na poprzednich mistrzostwach nie obroniła Sigrun Wodars z NRD, która tym razem zdobyła srebrny medal.

## Rezultaty

### Eliminacje
Rozegrano 2 biegi eliminacyjne, do których przystąpiło 13 biegaczek. Awans do finału dawało zajęcie jednego z pierwszych dwóch miejsc w swoim biegu (Q). Skład finału uzupełniły cztery zawodniczki z najlepszym czasem wśród przegranych (q).
Opracowano na podstawie materiału źródłowego.
Bieg 1
| Miejsce | Zawodniczka        | Czas    | Uwagi |
| ------- | ------------------ | ------- | ----- |
| 1       | Christine Wachtel  | 2:01,41 | Q     |
| 2       | Lubow Kiriuchina   | 2:02,47 | Q     |
| 3       | Gabriela Sedláková | 2:03,07 | q     |
| 4       | Janet Bell         | 2:03,24 | q     |
| 5       | Montserrat Pujol   | 2:03,50 | q     |
| 6       | Ute Lix            | 2:05,52 | q     |
| 7       | Jill McCabe        | 2:05,70 |       |

Bieg 2
| Miejsce | Zawodniczka        | Czas    | Uwagi |
| ------- | ------------------ | ------- | ----- |
| 1       | Sigrun Wodars      | 2:02,51 | Q     |
| 2       | Slobodanka Čolović | 2:04,34 | Q     |
| 3       | Rosa Colorado      | 2:06,33 |       |
| 4       | Krista Aukema      | 2:06,85 |       |
| 5       | Maria Pîntea       | 2:06,86 |       |
| 6       | Brigitte Brückner  | 2:07,03 |       |

### Finał
Opracowano na podstawie materiału źródłowego.
| Miejsce | Zawodniczka        | Czas    |
| ------- | ------------------ | ------- |
| 1       | Christine Wachtel  | 1:59,89 |
| 2       | Sigrun Wodars      | 2:00,50 |
| 3       | Lubow Kiriuchina   | 2:01,85 |
| 4       | Gabriela Sedláková | 2:02,24 |
| 5       | Montserrat Pujol   | 2:02,31 |
| 6       | Slobodanka Čolović | 2:03,04 |
| 7       | Janet Bell         | 2:05,92 |
| 8       | Ute Lix            | 2:09,14 |